# Leònides d'Heraclea
Leònides d'Heraclea o Lleó d'Heraclea (en llatí Leonidas, en grec antic Λεωνίδας) fou un jove noble de Heraclea del Pont que va ser un dels que va donar mort al tirà Clearc el 353 aC, juntament amb altres conspiradors, encapçalats per Quió fill de Matris (que era parent del tirà).
Clearc va ser ferit greument d'un cop d'espasa per Quió quan estava fent un sacrifici als déus i va morir de la ferida al cap de dos dies. Segons Memnó d'Heraclea, els conjurats van morir quasi tots, alguns per obra de la guàrdia personal del tirà al moment dels fets i d'altres agafats més tard, i morts després de ser torturats. La sort concreta de Leònides no és coneguda.